# Balitora kwangsiensis
Balitora kwangsiensis е вид лъчеперка от семейство Balitoridae.

## Разпространение
Видът е разпространен във Виетнам, Китай (Гуандун, Хайнан и Юннан) и Лаос.